# Pinilla de Molina
Pinilla de Molina – gmina w Hiszpanii, w prowincji Guadalajara, w Kastylii-La Mancha, o powierzchni 23,18 km². W 2011 roku gmina liczyła 22 mieszkańców.